# Nicolás Maduro
Nicolás Maduro Moros, (Caracas, 23. studenog 1962.), predsjednik je Venezuele od 5. ožujka 2013., kada je naslijedio Huga Cháveza poslije njegove smrti. Maduro pobjeđuje kasnije na predsjedničkim izborima u Venezueli iste godine. Obnašao je i dužnost zamjenika predsjednika od listopada 2012. pa do ožujka 2013.
Maduro je prije obnašao dužnost ministra vanjskih poslova Venezuele od kolovoza 2006. do siječnja 2013. Opisivan je kao vozač autobusa koji je postao vođa sindikata, član parlamenta, ministar vanjskih poslova i na kraju "najsposobniji član vlade i političar u Chávezovom najužem krugu".
Maduro je dekretom upravljao Venezuelom tijekom dužeg razdoblja od 2013. do 2016.
Neuspjela ekonomska politika i padajuće cijene nafte dovode do opadanja životnog standarda u državi što je prouzročilo prosvjede koji su se u 2016. pretvorili u svakodnevne nemire.
Oporba je 2015. imala većinu u narodnoj skupštini i 2016. započinje proces opoziva predsjednika Madura, kako bi ga smijenili. Vrhovni sud, izborno tijelo i vojska bili su pak vjerni Maduru.
Kada je oporba pobijedila na izborima za narodnu skupštinu, skupština u odlasku postavila je 13 novih poslanika u venezuelanski vrhovni sud koji su bili odani Maduru. Za razliku od svog prethodnika, vojska je bila glavno Madurovo uporište.
Tijekom svog predsjedničkog mandata, vojna sila koja je bila na njegovoj strani je znatno ojačala, dok je oporba postala popularna u narodu. Venezuela je nabavila stotine oklopnih transportera, od kineske tvrtke Norinco, koji se mogu upotrebljavati pri političkim protestima.

23. siječnja 2019. predsjednik Narodne skupštine Juan Guaidó proglašen je privremenim predsjednikom tog tijela. Guaidó je odmah priznat kao legitimni predsjednik od strane nekoliko zemalja, uključujući Sjedinjene Američke Države i organizaciju Lima koja se sastoji od 14 američkih država. Maduro je osporio Guaidóovu tvrdnju i prekinuo diplomatske odnose s nekoliko zemalja koje su priznale Guaidóov zahtjev. SAD je poslao tone pomoći u Kolumbiju i Brazil na granicu s Venezuelom, a Maduro je takvu pomoć odbacio, rekavši da je riječ o "zamaskiranom" pokušaju SAD-a da izvrši invaziju na njegovu zemlju te računa na pomoć svojih saveznika Rusije i Kine.